# Varan
Varan (Varanus) je podle některých názorů (Lee et al. 1998, Vidal et al. 2012) jediným recentním rodem monotypické čeledi varanovití (Varanidae), podle jiných názorů (Estes, de Queiroz a Gauthier 1988, Conrad et al. 2008, Gauthier et al. 2012) do zmíněné čeledi patří ještě rod varanovec (Lanthanotus) s jediným recentním druhem varanovec bornejský (Lanthanotus borneensis). Jedná se o poměrně starobylý rod ještěra, v Evropě známý v podobě fosilních zubů přinejmenším od raného miocénu.

## Biodiverzita

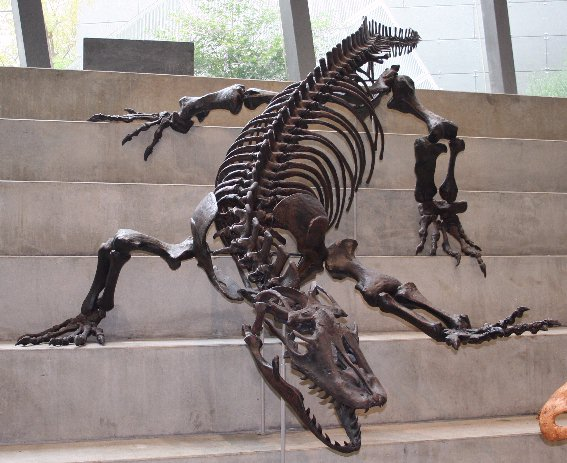
Kostra varana (Varanus priscus) v Melbournském muzeu

Rod varan zahrnuje cca 70 recentních druhů ještěrů se štíhlým tělem, dlouhýma silnýma nohama a velmi dlouhým ocasem. Patří mezi ně největší v současnosti žijící ještěři – varan komodský (Varanus komodoensis), varan skvrnitý (Varanus salvator), varan Salvadoriův (Varanus salvadorii), varan nilský (Varanus niloticus), varan ozdobný (Varanus ornataus) a varan obrovský (Varanus giganteus). Je možné, že sem spadal i obří pleistocenní australský druh Megalania prisca, zřejmě největší známý ještěr všech dob.

## Pojmenování
Když v roce 1768 rakouský učenec Joseph Nicolaus Laurenti popsal varana skvrnitého, první známý druh varana, domníval se, že slovo „varan“ souvisí s varováním (něm. warnen) a dal mu jméno monitor (lat. „ten, kdo varuje“). Toto jméno, které je kvůli síle, agresivitě a výraznému syčení varanů celkem opodstatněné, se ujalo v některých jazycích včetně angličtiny (monitor lizard). Ve skutečnosti pochází slovo varan z arabštiny, kde se varan pustinný nazývá waral (ورل‎).

## Morfologie
Tělo varanů je poměrně robustní a svalnaté, hlava malá, dopředu se zužující, krk dlouhý, ohebný, ocas bičovitý, nelámavý, někdy opatřený ostny. Silné končetiny jsou zakončeny pěti prsty s dlouhými zakřivenými drápy. Tělo je pokryté silnou kůží s drobnými, drsnými šupinami. Oči jsou chráněny pohyblivými víčky, zuby jsou dlouhé, zahnuté. Od jiných ještěrů se odlišuje stavbou jazyka, který se skládá ze dvou částí – masité silné pochvy jako základny a z ní se vysunující dlouhé tenké části, na konci hluboce rozeklané. Varani mají takzvaný nedokončený růst, což znamená že rostou po celý život. Sliny některých varanů obsahují toxické látky, které brání srážení krve.

## Velikost
Jedná se o středně velké až velké ještěry. Dorůstají délky těla od asi 20 cm (australský varan krátkoocasý) po více než 3 metry (více druhů). Nejmohutnějším druhem je varan komodský, jenž v dospělosti měří přibližně 3 metry a váží průměrně 50 až 100 (rekordní kusy mohou mít až okolo 150 kg).

## Rozšíření
Varani obývají subtropické a tropické oblasti Afriky, Asie, Austrálie a Oceánie. Nejvíce na severu se vyskytuje varan pustinný (Varanus griseus), jehož rozšíření zasahuje do Kazachstánu, naopak nejjižněji se vyskytuje varan Gouldův (varanus gouldi) z jižní Austrálie. Předpokládá se, že centrem jejich evoluce byla Afrika a Indie.

## Biotop
Varani obývají nejrůznější prostředí od bažin, přes tropický deštný prales a savany až po pouště a polopouště. Najdeme mezi nimi druhy stromové (např. varan smaragdový (Varanus prasinus)), skalní (např. varan ostnoocasý (Varanus acanthurus)), pozemní (např. varan komodský (Varanus komodensis)) i vodní (např. varan mangrovový (Varanus indicus)).

## Potrava
Téměř všechny druhy varanů jsou masožravé. Menší druhy varanů loví především hmyz, případně měkkýše, větší se živí obratlovci včetně savců, až do velikosti menších kopytníků. Varan komodský je údajně schopen ulovit i vodního buvola. Vodní a bažinné druhy loví především ryby. Výjimkou je filipínský varan druhu Varanus olivaceus, který se živí plody palem a suchozemskými plži. Některé druhy, např. varan skvrnitý (Varanus salvator), žerou i odpadky nebo trus různých živočichů. U některých druhů varanů byl zaznamenán kanibalismus.

## Jed
Předpokládalo se, že přinejmenším někteří varani, obvykle byl zmiňován varan komodský, využívají při lovu toxických bakterií vznikajících rozkladnými procesy v tlamě (ve slinách). Výzkumy z počátku 21. století ovšem přišly s tím, že varani mají dobrou ústní hygienu a nedisponují nebezpečnými slinami, nicméně produkují toxiny v jedovém aparátu v dolní čelisti.

## Způsob života
Všichni varani jsou aktivní ve dne. Jedná se o velmi pohyblivé ještěry, kteří dokáží běžet rychlostí až 30 km/h a při běhu nesou tělo i ocas nad povrchem terénu. Mají rychlejší metabolismus než ostatní plazi, jednoduchá bránice jim umožňuje efektivnější způsob dýchání a zvláštní, dvoufázový rytmus srdečních stahů zajišťuje, že se jim v srdci nemísí okysličená a odkysličená krev. Umí také panáčkovat na zadních končetinách. Bažinné a vodní druhy velmi dobře plavou a dokáží se i potápět. Varan pustinný a některé australské druhy upadají do zimního spánku, ostatní druhy jsou aktivní celoročně. Varani mezi ještěry vynikají dokonalými smysly a vysokou inteligencí. Zvíře velikosti králíka vidí varan na vzdálenost 300 m a pach zdechliny ucítí až na 10 km. V zajetí dokáží odlišit svého ošetřovatele od ostatních lidí, reagují na jednoduché povely a naučí se procházet bludištěm.

## Rozmnožování
Všichni varani jsou vejcorodí a o vejce ani mláďata se nestarají. Páření předcházejí námluvy, při nichž mezi sebou samci zápasí o samice. Při souboji se postaví na zadní končetiny a snaží se jeden druhého povalit na záda. Snůšky varanů nebývají příliš početné, vejce jsou kožovitá a samice některých druhů je kladou do termitišť.

## Chov v teráriu
Vzhledem ke své velikosti varani vyžadují prostorná terária, zařízená podle nároků konkrétního druhu větvemi na šplhání, vodní nádržkou či několika kameny. Vyžadují poměrně vysokou teplotu, nároky na vlhkost vzduchu se liší podle biotopu příslušného druhu. Varan pustinný vyžaduje i v zajetí zimní spánek, ostatní druhy nikoli. Mezi nejčastěji chované druhy patří africký varan stepní (Varanus exanthematicus), který se poměrně snadno rozmnožuje, dorůstá délky pouze kolem 70–90 cm a má klidnou povahu. Tento druh varana vyžaduje polosuché terárium s několika větvemi na šplhání. Pro své krásné zbarvení je oblíben i varan smaragdový (Varanus prasinus) z tropické Asie, který vyžaduje skříňové terárium zařízené větvemi a vysokou vzdušnou vlhkost. Je to poměrně choulostivý chovanec. Menší druhy varanů krmíme myšaty, měkkýši, malými rybkami a větším hmyzem, velké druhy především myšmi, potkany, kuřaty, rybami a syrovým masem, někteří jedinci přijímají i vařené vejce nebo tvaroh, smíchaný s mrkví a mletým masem.

## Varani a lidé
V mnoha oblastech subsaharské Afriky, jižní i jihovýchodní Asie lidé varany loví pro kůži i maso a vybírají jim vejce, která jsou velmi chutná. Z varaní kůže se vyrábí luxusní kabelky, pásky i boty. Z toho důvodu jsou některé druhy varanů ohroženy vyhubením. Zaklínači hadů v Egyptě a jinde na Blízkém východě předváděli kromě kober také chycené varany pustinné a jejich souboje s jinými zvířaty. Sinhálci v minulosti připravovali obávaný jed tím způsobem, že v nádobce z lidské lebky svařili kobří krev, arzenik, semena kulčiby, soterku a další jedovaté rostliny. Zatímco se jed vařil, nutili chyceného varana, aby syčel do plamenů, čímž prý jed nabyl zvláštní účinnosti. Původní obyvatelé Andamanských ostrovů, některé skupiny australských Aboriginců i Papuánců varana uctívají jako totemického předka. Naproti tomu ve východní Africe a místy v jihovýchodní Asii jsou varani obáváni jako zvířata přinášející neštěstí. V Thajsku slouží slovo pro varana – hía dokonce jako silná nadávka, a proto pokud chtějí Thajci mluvit o varanovi, používají raději opis, např. „stříbrozlaté zvíře“.

## Systematika
Do rodu Varanus náleží kolem 70 druhů, mezi jinými:
- Varanus acanthurus – varan ostnoocasý
- Varanus bengalensis – varan bengálský
- Varanus brevicauda – varan krátkoocasý
- Varanus exanthematicus – varan stepní
- Varanus doreanus – varan modroocasý
- Varanus flavescens – varan žlutý
- Varanus giganteus – varan obrovský
- Varanus gilleni – varan trpasličí
- Varanus gouldii – varan Gouldův
- Varanus griseus – varan pustinný
- Varanus jobiensis – varan oranžovohrdlý
- Varanus indicus – varan mangrovový
- Varanus komodoensis – varan komodský
- Varanus macraei – varan modrý
- Varanus niloticus – varan nilský
- Varanus olivaceus – varan plodožravý
- Varanus prasinus – varan smaragdový
- †Varanus priscus (megalania)
- Varanus rudicollis – varan drsnokrký
- Varanus salvadorii – varan Salvadoriův
- Varanus salvator – varan skvrnitý
- Varanus timorensis – varan timorský
- Varanus varius – varan pestrý
- Varanus yemenensis – varan jemenský